# 川崎清
川崎 清（かわさき きよし、1932年4月28日 - 2018年6月9日）は、日本の建築家。学位は、工学博士（京都大学・1971年）。京都大学名誉教授。新潟県加茂市出身。

## 経歴
- 1951年 新潟県立三条高等学校卒業
- 1955年 京都大学工学部建築学科卒業
- 1957年 京都大学大学院研究科建築学専攻修士課程修了
- 1958年
  - 京都大学大学院研究科建築学専攻博士課程退学
  - 京都大学工学部建築学科講師
- 1964年 京都大学工学部建築学科助教授
- 1970年 大阪大学工学部環境工学科助教授
- 1971年 京都大学より工学博士の学位を取得
- 1972年 大阪大学工学部環境工学科教授
- 1974年 大阪市立大学非常勤講師（1983年3月まで）
- 1983年 京都大学工学部建築学科教授
- 1995年
  - 同済大学終身顧問教授（中国上海）
  - 精華大学客員教授（中国北京）3年間
- 1996年 京都大学名誉教授
- 1996年 立命館大学理工学部環境システム工学科教授
- 2018年 6月9日、胃がんのため死去[2]

## 受賞歴
- 1970年 日本建築学会万国博特別賞
- 1973年 芸術選奨文部大臣賞[2]
- 1988年 建築業協会賞
- 1996年 京都デザイン賞
- 2011年 瑞宝中綬章[2][3]

## 作品
- 京都市美術館収蔵庫（1971年[1]）
- 栃木県立美術館（1972年[1]）
- 徳島県文化の森総合公園（1990年[1]）
- みやこめっせ（1996年[1]）
- 京都大学百周年時計台記念館（2003年[1]）

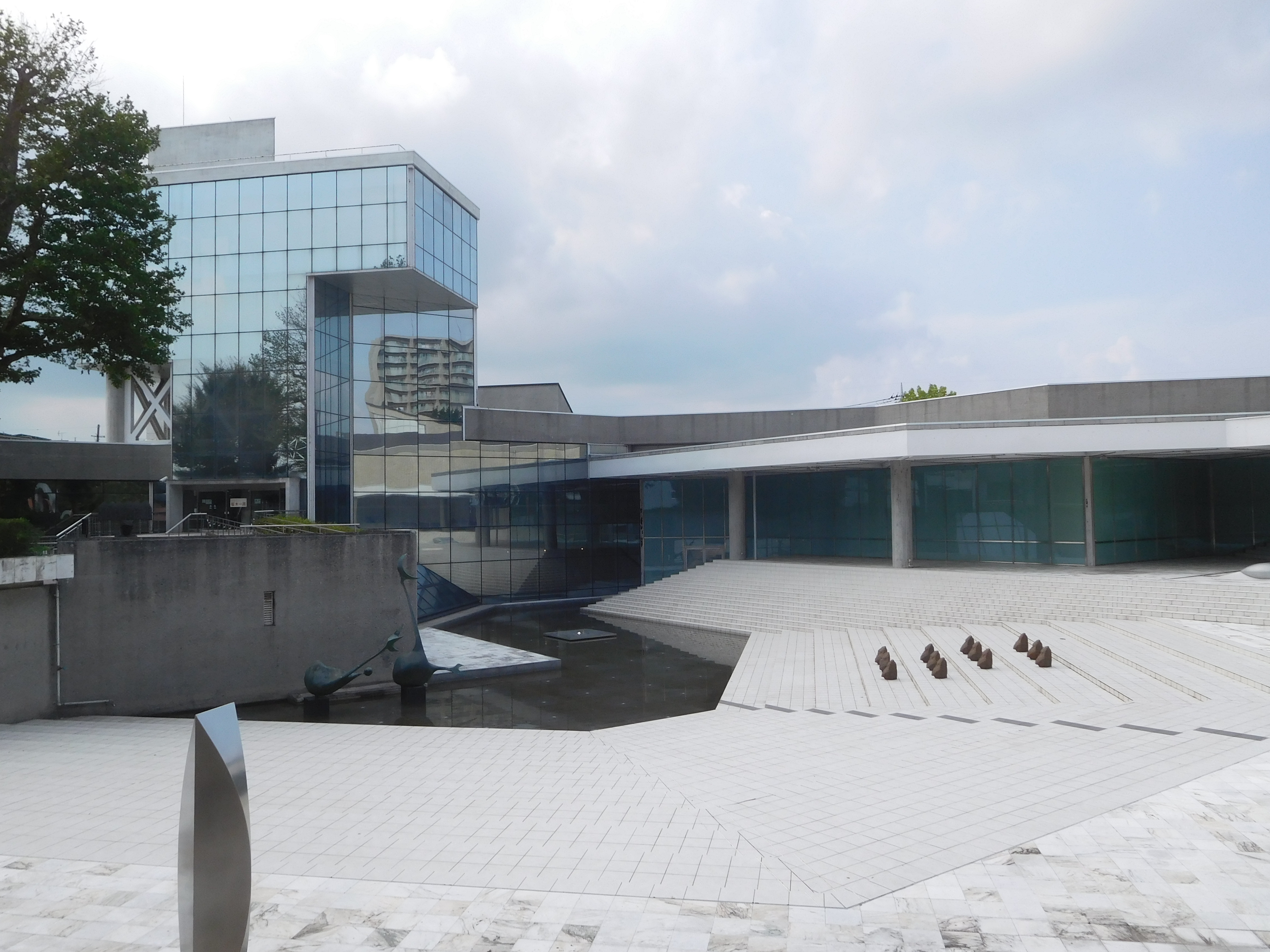
栃木県立美術館

- 京都大学文学部博物館（現：京都大学総合博物館北館）
- 承天閣美術館
- いのちの塔
- 新潟県立三条高等学校
- 加茂美人の湯
- 石川県こまつ芸術劇場うらら（現：石川県小松市團十郎芸術劇場うらら）
- 日本の鬼の交流博物館

## その他の活動
- 京都駅コンペ審査員長